# インプラカブル (戦艦)
|          |                                                                       |
| 艦歴     |                                                                       |
| 発注     | 1897年度計画                                                          |
| 起工     | 1898年7月13日                                                         |
| 進水     | 1899年3月11日                                                         |
| 就役     | 1901年9月10日                                                         |
| 退役     | 1919年                                                                |
| その後   | 1921年11月8日にスクラップとして売却                                   |
| 除籍     |                                                                       |
| 性能諸元 |                                                                       |
| 排水量   | 14,658トン                                                            |
| 全長     | 411 ft (126 m) 水線長 431 ft 9 in (131 m) 全長                        |
| 全幅     | 75 ft (23 m)                                                          |
| 吃水     | 26 ft 9 in (8.2 m)                                                    |
| 機関     | 垂直三段膨張蒸気機関×2 15,500馬力                                     |
| 最大速   | 18.0ノット (33 km/h)                                                  |
| 航続距離 | 5,500 カイリ、 10ノット (18 km/h) 時                                  |
| 乗員     | 780名                                                                 |
| 兵装     | 連装305mm砲×2 152mm砲×12 76mm砲×16 47mm砲×6 機銃2基 457mm魚雷発射管×4 |

インプラカブル (HMS Implacable) はイギリス海軍の戦艦。フォーミダブル級。

## 艦歴
1898年7月13日起工。1899年3月11日進水。1901年9月10日にデボンポート工廠で就役し、地中海艦隊に編入された。地中海での活動中、インプラカブルは1902年、1903年から1904年、1904年から1905年にマルタで修理を行った。1905年7月12日に大きな事故を起こした。この時はボイラーの爆発によって2人が死亡した。1906年8月16日にも別のボイラー爆発が起こった。1908年、チャタム工廠で修理に入った。
1909年2月にチャタム工廠での修理は完了し、インプラカブルは海峡艦隊に編入された。次いで1909年5月15日には大西洋艦隊へ移った。1912年5月1日の艦隊再編により、5月13日にインプラカブルはノアの第2本国艦隊第5戦艦戦隊所属となった。
1914年8月に第一次世界大戦が始まると、第5戦艦戦隊は海峡艦隊に配属されポートランドを基地とした。1914年10月後半にインプラカブルは一時的にドーバー・パトロールに配属され、前線で戦っている連合国軍を支援するためにベルギー沿岸のドイツ軍を砲撃した。それから海峡艦隊に戻った。1914年11月14日に第5戦艦戦隊はドイツ軍の侵攻に備えてシアネスに移ったが、1914年12月30日にポートランドに戻った。
1915年3月、インプラカブルはダーダネルス海峡に移動しダーダネルス作戦に参加した。インプラカブルは1915年3月13日にイギリスを出発し、3月23日にレムノス島に着いた。1915年4月25日、インプラカブルはヘレス岬のXビーチへの連合国軍の上陸を支援した。そして、その後も1915年5月まで作戦の支援を行った。
イタリアのオーストリア＝ハンガリー帝国への宣戦布告後、インプラカブルと戦艦ロンドン、プリンス・オブ・ウェールズ、クイーンは1915年5月22日にダーダネルス海峡を離れ、アドリア海でイタリア海軍への増援に当てられる第2派遣戦隊の一部となった。1915年5月27日にインプラカブルはこの任務での基地であるイタリアのターラントに到着した。
1915年11月、インプラカブルは第3派遣戦隊に移された。テッサロニキを基地とするこの戦隊は、スエズ運河パトロールの増援とギリシャとブルガリアのエーゲ海沿岸を封鎖しているフランス海軍の支援を目的として編成された。1915年11月にインプラカブルは基地をエジプトのポート・サイドに移した。
1916年3月22日にインプラカブルは修理のためにイギリスへ向かった。1916年4月9日にプリマス工廠に着いた。修理完了後、インプラカブルは第3派遣戦隊に戻り、テッサロニキを基地とした。1917年6月、ギリシャ国王コンスタンティノス1世の退位の時インプラカブルはアテネに滞在していた。
1917年7月、インプラカブルはイギリスに戻り、対潜艦艇へ乗員を供給するため退役した。1918年3月まで係船された後ラーウィック、カークウォール、バンクラナでノーザン・パトロールの母艦として使用された。
1818年11月、インプラカブルは廃棄リストに載せられた。1919年に退役し、1920年2月4日に売却リストに載せられた。1921年11月8日にスラウ・トレーディング・カンパニーにスクラップとして売却された。ドイツの会社に転売され、1922年4月にドイツへ曳航された。